# Otiothraea avilai
Otiothraea avilai is een keversoort uit de familie bladkevers (Chrysomelidae). De wetenschappelijke naam van de soort werd in 1993 gepubliceerd door Vela & Bastazo.